# Vicente Isabel Osorio de Moscoso y Álvarez de Toledo
Vicente Isabel Osorio de Moscoso y Álvarez de Toledo (ur. 19 listopada 1777 w Madrycie, zm. 31 sierpnia 1837 tamże) – XIII hrabia de Altamira, XVI książę de Maqueda, XIV książę de Medina de las Torres, XVI markiz de Astorga, także książę de Sessa, de Sanlúcar la Mayor, de Soma y de Baena, markiz de Leganés, de Ayamonte, de Villamanrique, de la Villa de San Román, de Almazán, de Poza, de Morata, de Mairena del Aljarafe, de Elche, de Monasterio, de Montemayor y del Águila, hrabia de Palamós, de Lodosa, de Arzarcóllar, de Villalobos, de Nieva, de Saltés, de Garcíez, de Vallehermoso, de Cantillana, de Monteagudo, de Cabra, de Trastámara i de Santa Marta, wicehrabia de Iznájar y barón de Bellpuig, 13 razy Grand Hiszpanii. Hiszpański arystokrata związany z dworem króla Ferdynanda VII.

## Życiorys
Hrabia pochodził z jednej z najstarszych hiszpańskich rodzin arystokratycznych. Był synem hrabiego Vicentego Joaquína Osorio de Moscoso y Guzmán, po którym odziedziczył liczne tytuły szlacheckie, i Maríi Ignacii Álvarez de Toledo y Gonzaga. Jego rodzina była związana z dworem królewskim, gdzie zajmowała ważne stanowiska. 
Jego matka zmarła, kiedy miał 18 lat. W wieku 21 lat ożenił się z Maríą del Carmen Ponce de León Carvajal, V. księżną de Montemar. W czasie wojny niepodległościowej (1807–1814) razem z ojcem należał do rządzącej krajem Junty. W 1816 po śmierci ojca odziedziczył jego fortunę. Sympatyzował z ruchem liberalnym za co król Ferdynand VII odebrał mu przywileje i stanowiska. Mimo wysiłków jego córki, nigdy nie został rehabilitowany przez króla, stało się to dopiero po śmierci monarchy w 1833 roku.